# Analyse comportementale
L'analyse comportementale est une approche globale de l'étude expérimentale du comportement des organismes. Ses principaux objectifs sont la découverte des principes et des lois qui régissent le comportement ainsi que l'extension de ces principes sur toutes les espèces vivantes.
L'analyse appliquée du comportement d'une personne est une branche de l'analyse du comportement qui utilise les principes du comportement pour résoudre des problèmes pratiques de la vie de tous les jours. Cela consiste à observer le comportement d'une personne en fonction des stimulus (comportementalisme), plutôt que d'investiguer ses pensées, dans le but :
- de l'aider par des conseils, mais aussi en agissant sur les stimulus (ex : récompense / sanction), à éviter des comportements nocifs.
- parfois aussi de la conditionner à agir dans un sens ne correspondant pas à ses intérêts,
- ou encore de la mettre hors d'état de nuire (profilage criminel).

Mais souvent, le profilage comportemental est utilisé par les psychologues, psychiatres,… pour comprendre leurs patients et cerner leurs problèmes dans le but d'aider à gérer leur mal-être. Certaines personnes étudient le profilage dans un but purement personnel (généralement social) pour favoriser ou défavoriser des relations quel qu'en soit le type (amitiés, rivalités,…)
Cette méthode est parfois critiquée comme correspondant plus à du « dressage » qu'à la résolution de problèmes psychologiques profonds.

## En finance
L'analyse comportementale d'une action cotée en bourse est une méthode, du domaine de la finance comportementale aidant à l'évaluation d'action. Elle cherche à :
- déterminer le profil boursier du titre, autrement dit comment les investisseurs sont susceptibles de l'apprécier, et de réagir à tout ce qui concerne ce titre, en influençant ainsi son cours de bourse,

- traduire ce profil de comportement en paramètres d'évaluation pour estimer sa fourchette future de prix potentiels.

Elle se distingue, tout en les complétant, des autres types d'analyse financière ou boursière : analyse fondamentale, analyse quantitative et analyse technique.

## En aérodynamisme
Là aussi, l'analyse du comportement des véhicules (automobiles, trains, bateaux, avions, fusées), notamment à pleine vitesse permet d'adapter leur profilage (par exemple celui des ailes d'avions).

## En criminologie
En Criminologie, l'analyse comportementale est l'un des outils mis à la disposition de l'enquêteur dans le cadre de crimes particuliers. Elle consiste en une étude pluridisciplinaire d'un dossier criminel et confère une dimension psychologique à l'enquête judiciaire en développant un axe de recherche basé sur le comportement criminel. Cette analyse est pratiquée en France au sein d'une unité spéciale de la gendarmerie dénommée "département des sciences du comportement". 